# Eukiefferiella brehmi
Eukiefferiella brehmi är en tvåvingeart som beskrevs av Gouin 1943. Eukiefferiella brehmi ingår i släktet Eukiefferiella och familjen fjädermyggor. Inga underarter finns listade i Catalogue of Life.